# NGC 7412A
NGC 7412A је спирална галаксија у сазвежђу Ждрал која се налази на NGC листи објеката дубоког неба.
Деклинација објекта је - 42° 48' 18" а ректасцензија 22h 57m 7,0s. Привидна величина (магнитуда) објекта NGC 7412 износи 13,9 а фотографска магнитуда 14,5. NGC 7412A је још познат и под ознакама ESO 290-28, FGCE 1793, PGC 70089.